# Miss Universo 2008

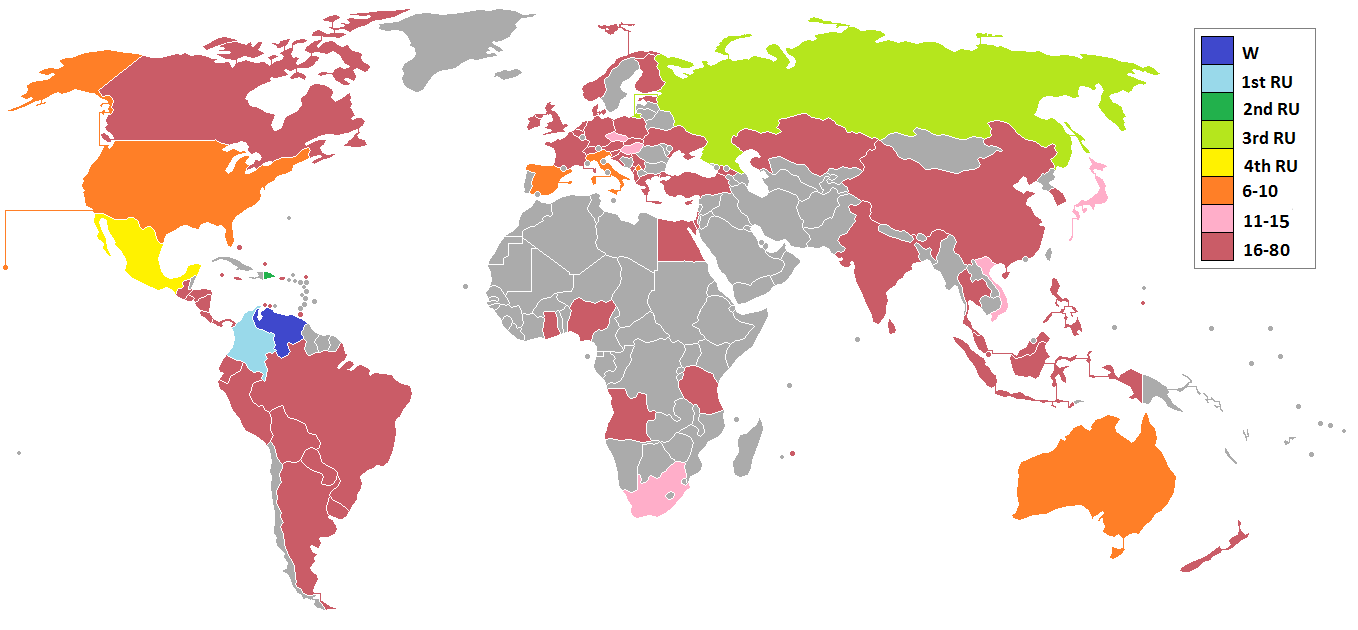
Miss Universo 2008. Le nazioni partecipanti ed i risultati.

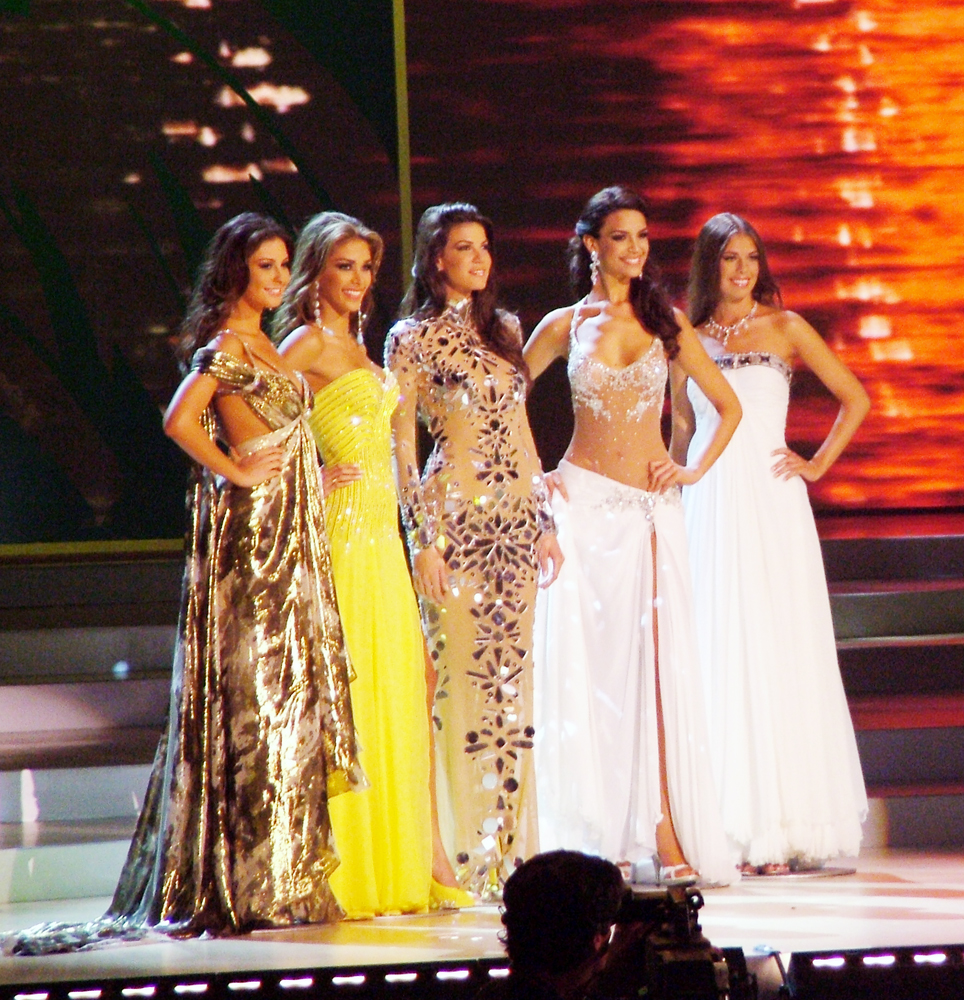
Le cinque finaliste del concorso.

Miss Universo 2008, cinquantasettesima edizione di Miss Universo, si è tenuta presso il Crown Convention Center nel Diamond Bay Resort, a Nha Trang in Vietnam il 14 luglio 2008. L'evento è stato presentato da Jerry Springer, Melanie Brown. Dayana Mendoza, Miss Venezuela, è stata incoronata Miss Universo 2008 dalla detentrice del titolo uscente, la giapponese Riyo Mori.
Ottanta concorrenti hanno preso parte alla gara che è stata trasmessa live in tutto il mondo dalla NBC in lingua inglese e da Telemundo in lingua spagnola in più di centoottanta nazioni. Il concorso è stato seguito dal vivo da 7,500 spettatori presenti presso il Crown Convention Center, e da quasi un miliardo di telespettatori in tutto il mondo.

## Risultati

### Piazzamenti
| Risultato finale   | Concorrente |
| ------------------ | --- |
| Miss Universo 2008 | - Venezuela - Dayana Mendoza |
| 2ª classificata    | - Colombia - Taliana Vargas |
| 3ª classificata    | - Rep. Dominicana - Marianne Cruz |
| 4ª classificata    | - Russia - Vera Krasova |
| 5ª classificata    | - Messico - Elisa Nájera |
| Top 10             | - Australia - Laura Dundovic - Italia - Claudia Ferraris - Kosovo - Zana Krasniqi - Spagna - Claudia Moro - Stati Uniti - Crystle Stewart |
| Top 15             | - Giappone - Hiroko Mima - Rep. Ceca - Eliška Bučková - Sudafrica - Tansey Coetzee - Ungheria - Jázmin Dammak - Vietnam - Nguyễn Thùy Lâm |

### Punteggi alle sfilate finali
| Nazione         | Sfilata in costume | Sfilata in abito da sera |
| --------------- | ------------------ | ------------------------ |
| Colombia        | 9.433 (1)          | 9.829 (1)                |
| Venezuela       | 9.327 (2)          | 9.697 (2)                |
| Messico         | 9.071 (5)          | 9.429 (3)                |
| Rep. Dominicana | 8.983 (6)          | 9.036 (4)                |
| Russia          | 8.414 (7)          | 8.471 (5)                |
| Kosovo          | 8.120 (8)          | 8.264 (6)                |
| Spagna          | 9.150 (4)          | 8.200 (7)                |
| Stati Uniti     | 9.207 (3)          | 8.050 (8)                |
| Italia          | 7.671 (10)         | 7.729 (9)                |
| Australia       | 7.814 (9)          | 7.557 (10)               |
| Rep. Ceca       | 7.386 (11)         |                          |
| Ungheria        | 7.229 (12)         |                          |
| Sudafrica       | 7.133 (13)         |                          |
| Giappone        | 7.100 (14)         |                          |
| Vietnam         | 7.050 (15)         |                          |

     Vincitrice
     2ª classificata
     3ª classificata
     4ª classificata
     5ª classificata
     Top 10
     Top 15
(#) Piazzamento ad ogni turno della gara

### Riconoscimenti speciali
| Riconoscimento        | Concorrente                      |
| --------------------- | -------------------------------- |
| Miss Congeniality     | - El Salvador - Rebeca Moreno    |
| Best National Costume | - Thailandia - Gavintra Photijak |

### Giudici della trasmissione televisiva
Le seguenti celebrità hanno fatto da giudici durante la serata finale:
- Donald Trump Jr. - Vice presidente della Trump Organization e figlio maggiore di Donald Trump.
- Nadine Velazquez - Attrice
- Roberto Cavalli - Stilista
- Jennifer Hawkins - Miss Universo 2004.
- Joe Cinque - Presidente della American Academy of Hospitality Sciences.
- Ishaa Koppikar - Attrice.
- Louis Licari - Parrucchiere delle dive.
- Taryn Rose - Designer di calzature.
- Nguyễn Công Khế - Direttore della rivista vietnamita Thanh Nien.

## Musiche di sottofondo
- Mika - Love Today: Numero di apertura e presentazione dei costumi nazionali.
- Lady GaGa - Just Dance: Competizione in costume da bagno.
- Robin Thicke - Magic: Competizione in abito da sera.

## Concorrenti
- Albania - Matilda Mecini
- Angola - Lesliana Pereira
- Antigua e Barbuda - Athina James
- Argentina - Maria Silvana Belli
- Aruba - Tracey Nicolaas
- Australia - Laura Dundovic
- Bahamas - Sacha Scott
- Belgio - Alizée Poulicek
- Bolivia - Katherine David
- Brasile - Natália Anderle
- Canada - Samantha Tajik
- Cina - Wei Ziya
- Cipro  - Dimitra Sergiou
- Colombia - Taliana Vargas
- Corea del Sud - Sun Lee (Lee Ji-sun)
- Costa Rica - María Teresa Rodríguez
- Croazia - Snježana Lončarević
- Curaçao - Jenyfeer Mercelina
- Danimarca - Marie Sten-Knudsen
- Ecuador - Doménica Saporitti
- Egitto - Yara Naoum
- El Salvador - Rebeca Moreno
- Estonia - Julia Kovaljova
- Filippine - Jennifer Barrientos
- Finlandia - Satu Tuomisto
- Francia - Laura Tanguy
- Georgia - Gvantsa Daraselia
- Germania - Madina Taher
- Ghana - Yvette Nsiah
- Giamaica - April Jackson
- Giappone - Hiroko Mima
- Grecia - Dionissia Koukiou
- Guam - Siera Robertson
- Guatemala - Jennifer Chiong
- Honduras - Diana Barrasa
- India - Simran Kaur Mundi
- Indonesia - Putri Raemawasti
- Irlanda - Lynn Kelly
- Isole Cayman - Rebecca Parchment
- Israele - Shunit Faragi
- Italia - Claudia Ferraris
- Kazakistan - Alfina Nasyrova
- Kosovo - Zana Krasniqi
- Malaysia - Levy Li
- Mauritius - Olivia Carey
- Messico - Elisa Nájera
- Montenegro - Daša Živković
- Nicaragua - Thelma Rodríguez
- Nigeria - Stephanie Oforka
- Norvegia - Mariann Birkedal
- Nuova Zelanda - Samantha Powell
- Paesi Bassi - Charlotte Labee
- Panama - Carolina Dementiev
- Paraguay - Gianinna Rufinelli
- Perù - Karol Castillo
- Polonia - Barbara Tatara
- Porto Rico - Ingrid Marie Rivera
- Regno Unito - Lisa Lazarus
- Rep. Ceca - Eliška Bučková
- Russia - Vera Krasova
- Serbia - Bojana Borić
- Singapore - Shenise Wong
- Slovacchia - Sandra Manáková
- Slovenia - Anamarija Avbelj
- Spagna - Claudia Moro
- Sri Lanka - Aruni Rajapaksha
- Stati Uniti - Crystle Stewart
- Sudafrica - Tansey Coetzee
- Svizzera - Amanda Ammann
- Tanzania - Amanda Sululu
- Thailandia - Gavintra Photijak
- Trinidad e Tobago - Anya Ayoung-Chee
- Turchia - Sinem Sülün
- Turks e Caicos - Angelica Lightbourne
- Ucraina - Eleonora Masalab
- Ungheria - Jázmin Dammak
- Uruguay - Paula Díaz
- Venezuela - Dayana Mendoza
- Vietnam - Nguyễn Thùy Lâm

## Trasmissioni internazionali
Alcuni canali televisivi al di fuori degli Stati Uniti d'America, come la NBC o Telemundo hanno trasmesso l'evento dal vivo nei rispettivi territori.
- Argentina: TNT
- Asia meridionale: STAR World
- Bolivia: Unitel
- Brasile: Rede Bandeirantes e TNT
- Cina: CCTV
- Colombia: Caracol TV
- Costa Rica: Teletica
- Ecuador: Gamavisión e TNT
- El Salvador: TCS
- Filippine: ABS-CBN
- Hong Kong: ATV
- Indonesia: Indosiar
- Libano: LBCI
- Malaysiaː TV3
- Messico: Televisa e TNT
- Nicaragua: Televicentro
- Panama: Telemetro
- Polonia: Telewizja Polska
- Porto Rico: Telemundo
- Rep. Dominicana: Telemundo, TNT e NBC
- Singapore: Channel 5
- Svezia: NonStop Television
- Taiwan: Formosa Television
- Venezuela: Venevisión e TNT
- Vietnam: VTV